# Caenocara simile
Caenocara simile är en skalbaggsart som först beskrevs av Thomas Say 1835.  Caenocara simile ingår i släktet Caenocara och familjen trägnagare. Inga underarter finns listade i Catalogue of Life.